# Hurlach (Adelsgeschlecht)

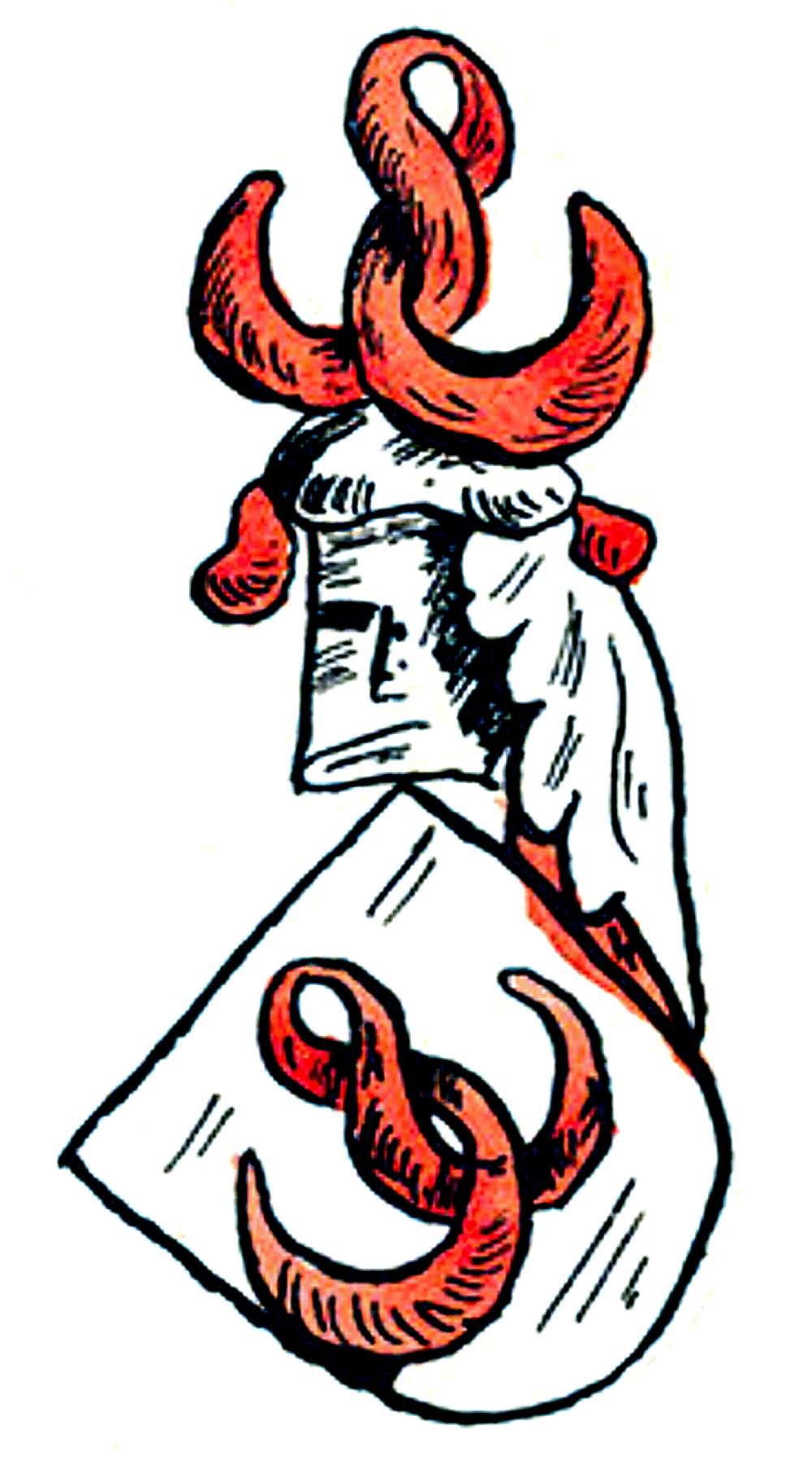
Wappen derer von Hurlach

Die Edlen von Hurlach bzw. Ritter von Thurn zu Bozen waren ein Tiroler Adelsgeschlecht. 
Diese Familie war weder verwandt mit den Augsburger Hurlacher, deren Wappen heute Hurlach bei Landsberg am Lech als Gemeindewappen führt, noch mit den Tiroler Wiesenegg von Hurlach und Spauregg. 

## Geschichte
In einer mit 1265 datierten Urkunde taucht erstmals ein dominus Pernhardus de Hurlach auf. Dessen Vorfahren lassen sich unter dem Namen von Bozen oder de Arena bis in das 12. Jahrhundert zurückverfolgen. Letztere gehörten dem Bozner Stadtadel an und nahmen in der Folge den Flurnamen Hurlach an. Der Sitz der Vorfahren lag in der Stadt und ist 1191 als in burgo Bavçani in domo Bernardi urkundlich erwähnt. Der Flurname Hurlach hat dagegen seinen Ursprung in westlich von Bozen gelegenen Gries (Arena) und bezieht sich auf dort liegende Weingärten, die erstmals 1195 dokumentiert sind. Das Geschlecht gehörte den Ministerialien des Hochstifts Trient an. Als solche sind sie erstmals 1277 erwähnt. Der Stammsitz Hurlach lag in Bozen am Ende der ehemaligen Fleischergasse zwischen der Innenstadt und Talferbrücke. Das Geschlecht, das als Wappen auf blauem Grund einen goldenen Anker führte, ist 1372 im Mannesstamm erloschen. Franz Adam Graf von Brandis berichtet im Tirolischen Adlers Immergrünendes Ehren-Kräntzel von 1678 folgendes über die Edlen von Hurlach: 

„† Edle von Hurlach / vor 400. Jahren guete Edl-Leuth zu Botzen / auß dennen An. 1269. Berchtold Ritter von Hurlach zu ainer Verbrieffung so Graff Meinhardus zu Tirol gefertigt / als Zeug berueffen worden / Bernhardus der letzte hat An. 1372. das Jrdisch verlassen.“

Eine mutmaßliche Seitline der Hurlach waren die Ritter von Thurn zu Bozen, welche zeitweise die Pfandherrschaft Königsberg besaßen: R. v. Turn, Pfants zuheber der Herrschaft Khinigspeg dicti ab dem Turn zu Bozen. Der Stammsitz Thurn in Bozen entstand gegen Ende des 13. Jahrhunderts als Wohnturm zwischen den Lauben und der Dr.-Streiter-Gasse. Die Thurn zu Bozen führte als Wappen ebenfalls einen Anker, jedoch mit abweichender Tinktur. 1461 starb die Linie mit Hans von Thurn aus.

## Wappen
Blasonierung
In Silber ein roter Anker. Auf dem Helm mit rot-silbernen Decken der rote Anker.
Historische Wappenbilder

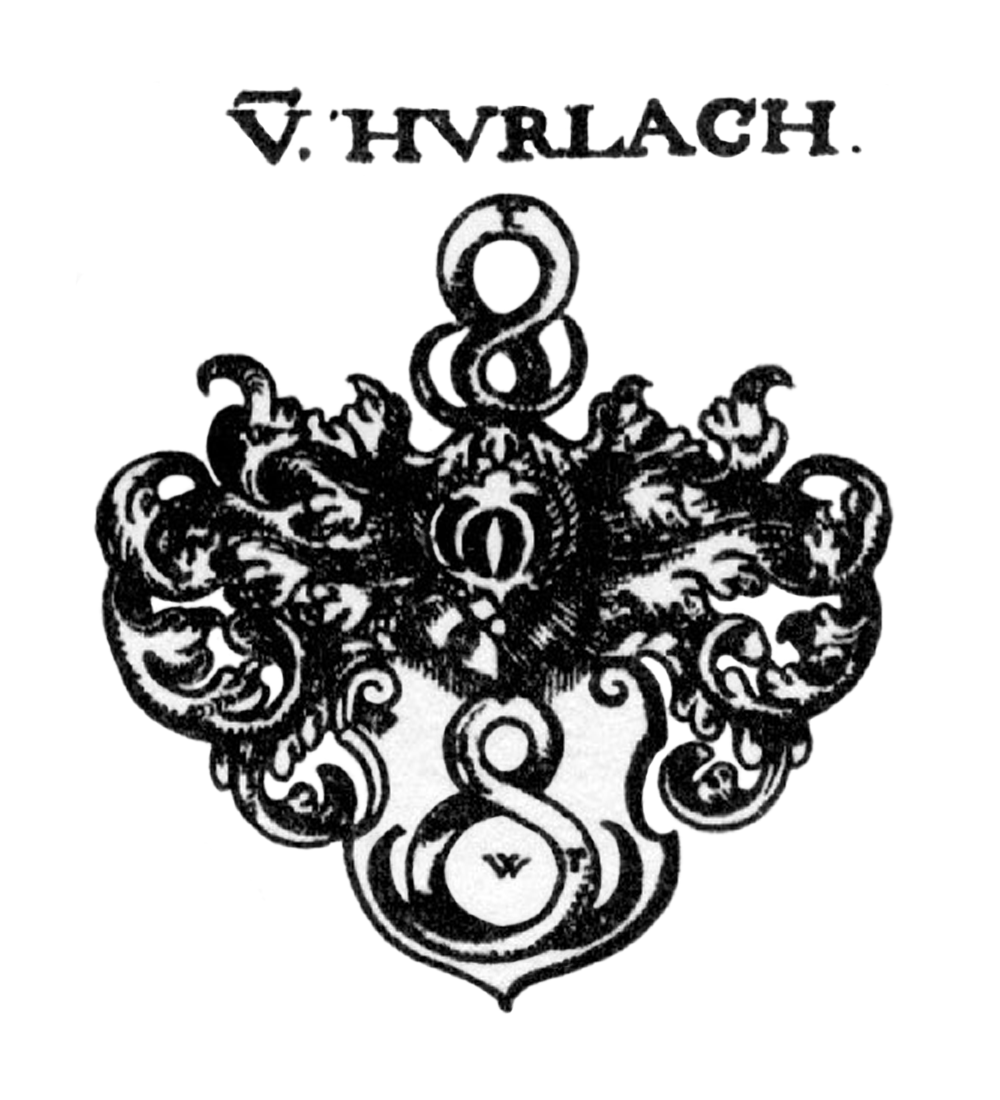
Wappen derer von Hurlach im Siebmachers Wappenbuch
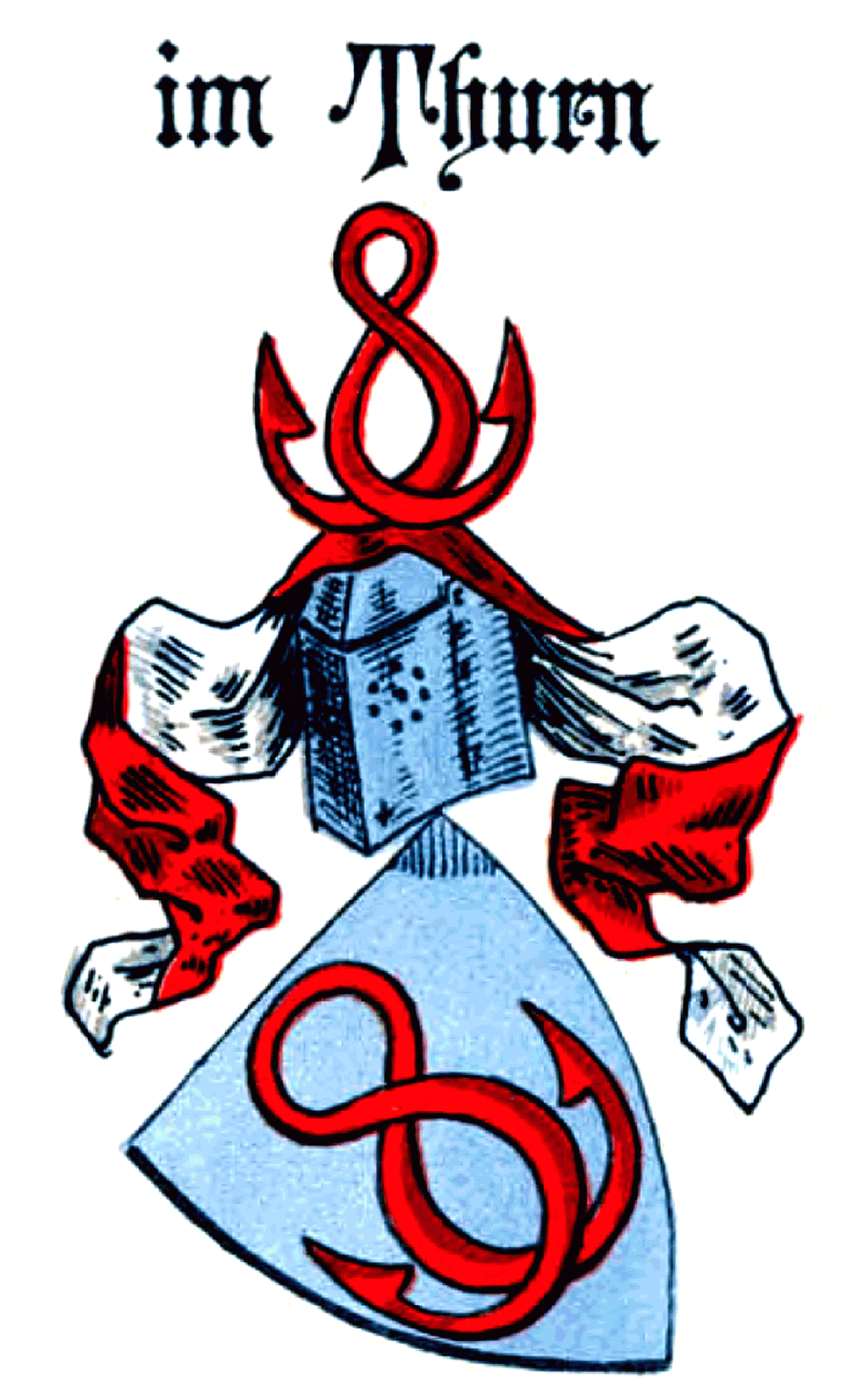
Wappen derer im Thurm bzw. von Hurlach

## Nichtverwandte Briefadelsgeschlechter mit Namen Hurlach
Kaiser Karl V. verlieh 1524 Stephan Hurlach (ursprünglich Waffner aus Klausen) ein Wappen und Adelsdiplom. Wie Josef Weingartner angab, gehörte Stephan Waffner mindestens seit 1533 der Ansitz Hurlach. Darauf erhielt am 15. Dezember 1567 der Zöllner an der Talfer in Bozen Christoph Hurlach die Adelsfreiheit und ein vermehrtes Wappen. Von Franz Waffners Erben kaufte das Anwesen 1656 Ferdinand von Wiesenegg. Nachfolgend nannte sich auch diese Familie zeitweise „von Hurlach“ und nahm das Hurlacher´sche Wappen als Herzschild in ihr eigenes auf.